# MLB The Show 18
Az MLB The Show 18 Major League Baseball-videójáték, melyet a SIE San Diego Studio fejlesztett és a Sony Interactive Entertainment jelentetett meg. A 18 az MLB: The Show franchise tizenharmadik tagja, amely 2018.  március 27-én jelent meg világszerte, kizárólag PlayStation 4 otthoni videójáték-konzolra. A játék amerikai borítóján Aaron Judge, míg a kanadain Marcus Stroman szerepel. Néhány embert az internetes szerverek teszteléséhez egy zárt alfatesztre is meghívtak, amely 2017. december 22–26. között zajlott. A játékot előrendelő személyek négy nappal korábban, 2018. március 23-án elkezdhettek játszani a játékkal.
A játék kommentátorai Matt Vasgersian, Dan Plesac és Mark DeRosa; utóbbi az előző játékban szereplő Harold Reynoldst váltja. A sorozat stadionbemondója Mike Carlucci maradt.

## Fogadtatás

### Kritikai fogadtatás
| Összegzőoldal | Értékelés    |
| ------------- | ------------ |
| Metacritic    | (PS4) 82/100 |

| Szerző        | Értékelés |
| ------------- | --------- |
| EGM           | 9/10      |
| Game Informer | 6,75/10   |
| GameSpot      | 9/10      |
| IGN           | 8,5/10    |

Az MLB The Show 18 „általánosságban kedvező” kritikai fogadtatásban részesült a Metacritic kritikaösszegző weboldal szerint.
Eddie Makuch a GameSpot hasábján 9/10-es pontszámot adott a játéknak, kiemelve, hogy „A Sony zászlóshajó baseballfranchise-a sosem volt jobb. Az osztályelső irányításával és grafikájával, valamint az apróbb dolgokkal szembeni kifogástalan figyelem miatt az MLB The Show 18 bármely baseballrajongónak megéri az árát.” Caley Roark IGN-nek írt tesztjében 8,5/10-es pontszámmal díjazta a játékot, megjegyezve, hogy „Az MLB The Show sorozat erőssége mindig is az autentikus játékmenete volt, mely rendszerint fantasztikusan adja vissza a baseball esszenciáját. A The Show 2018-as kiadása folytatja ezt a trendet, megalkotva az eddigi legrealisztikusabb baseballjátékot. A nüansznyi játékmenetbeli és vizuális változtatások azonban nem igazán tudják pótolni az MLB The Show alapvető játékmódjainak innovációjának hiányát – vagy azok eltávolítását.”
Michael Goroff az Electronic Gaming Monthly hasábjain 8,5/10-es pontszámmal értékelte a játékot, megjegyezve, hogy az „MLB The Show 18 számtalan opciót kínál az új játékosok számára a saját élményük kialakítására, valamint a veterán játékosok továbbra is megkapják azt a mélységet, amit egy olyan sorozat legújabb tagjától várhatnak, melyet az évek folyamán teljesen kifinomítottak.”
Ezzel szemben Andrew Reiner a Game Informerben 6,75/10-es pontszámot adott a játékra, külön negatívumként kiemelve az interneten keresztül játékmenetet, megjegyezve, hogy a „…a játék online aspektusa – amire a Sony leginkább összpontosította az újdonságokat – a legjobb esetben továbbra is kiszámíthatatlan, illetve a legrosszabban teljesen használhatatlan. A szezon előrehaladtával remélhetőleg javulni fog a játékélmény, azonban a keménymagos baseballrajongóknak – akik korán megvették a játékot – ez rémálom lesz.”

### Kereskedelmi fogadtatás
A The NPD Group adatai szerint a játék a harmadik helyen végzett a 2018. márciusi észak-amerikai eladási listán, és az MLB 14: The Showt megelőzve a sorozat legnagyobb nyitóhónapját produkálta.